# Tranvia Como-Appiano Gentile-Mozzate
La tranvia Como-Appiano Gentile-Mozzate era una linea tranviaria interurbana a trazione elettrica, che collegava la città di Como al suo circondario sud-occidentale, fino al centro abitato di Mozzate.

## Storia

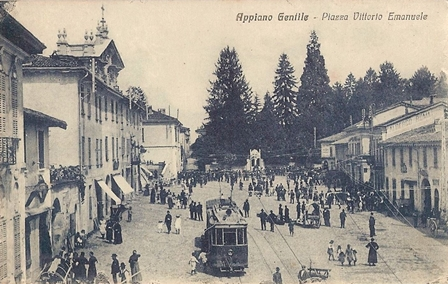
Tram ad Appiano Gentile

Il 20 febbraio 1907 la Società Anonima Trams Elettrici Comensi (SATEC), che a partire dal 1906 aveva assunto l'esercizio della rete tranviaria di Como, fu incaricata di realizzare una rete di linee extraurbane per collegare il capoluogo con i principali centri limitrofi, fra le quali la relazione Como-Appiano Gentile-Mozzate, concepita allo scopo di collegare i popolosi centri abitati posti a sud-ovest, e in particolare quello di Appiano Gentile; la linea sarebbe poi proseguita fino a Mozzate, sede di una stazione ferroviaria sulla linea Saronno-Varese-Laveno.
Con Regio decreto n. 299 dell'11 agosto 1909 fu approvata la relativa convenzione stipulata il precedente 7 luglio e, in seguito all'aumento di capitale appositamente sottoscritto, furono dunque avviati i lavori di costruzione che, condotti celermente, portarono all'inaugurazione ufficiale avvenuta il 19 ottobre 1910.

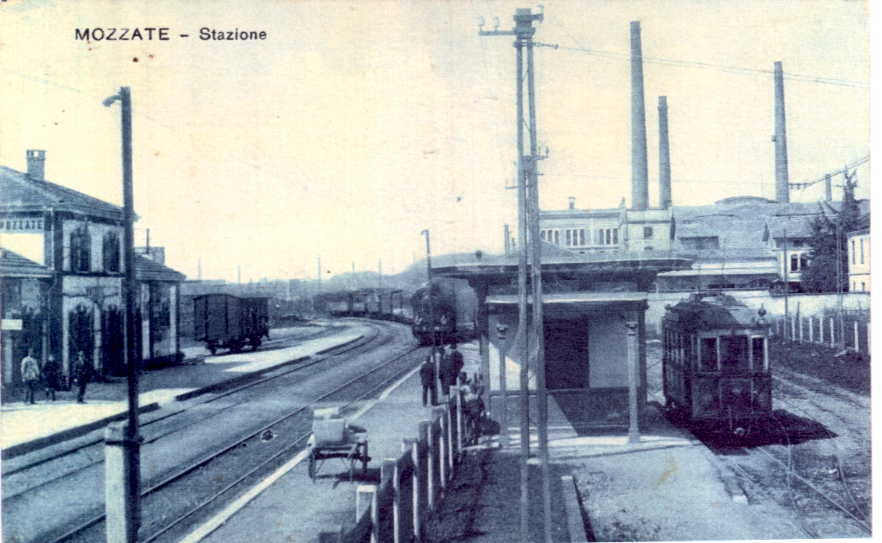
Mozzate, stazione ferrotranviaria

Il 16 febbraio 1908 la Società Elettrica Comense Alessandro Volta (SECAV), che assieme alla società di Navigazione Lariana aveva fondato la SATEC, incorporò quest'ultima mantenendo il proprio nome e acquisendo direttamente come SECAV l'esercizio tranviario; quale direttore fu confermato l'ingegner Giuseppe Pagani, progettista fra l'altro della linea in questione.
Il 15 settembre 1934, a causa della riduzione del traffico, la tratta Appiano Gentile-Mozzate venne soppressa e sostituita da un autoservizio, nonostante le proteste dei comuni serviti.
Dopo la seconda guerra mondiale, l'obsolescenza degli impianti tranviari e un clima politico non favorevole agli investimenti nei sistemi su rotaia portò la STECAV dismettere le linee, sostituite da autolinee o da filovie: la Como-Appiano Gentile fu soppressa il 7 novembre 1955 e sostituita da un autoservizio; solo la tratta urbana fu sostituita da una linea filoviaria, prolungata dall'originario capolinea periferico di Camerlata alla località di Breccia.

## Caratteristiche
| Unknown route-map component "uexKBHFa" |

| Unknown route-map component "CONTgq" | Unknown route-map component "uxmKRZo" | Unknown route-map component "CONTfq" |

| Unknown route-map component "uexBHF" |

|  | Unknown route-map component "uexABZgl" | Unknown route-map component "uexCONTfq" |

| Unknown route-map component "uexHST" |

| Unknown route-map component "uexHST" |

| Unknown route-map component "uexHST" |

| Unknown route-map component "uexHST" |

| Unknown route-map component "exCONTgq" | Unknown route-map component "uexmKRZu" | Unknown route-map component "exCONTfq" |

| Unknown route-map component "uexHST" |

| Unknown route-map component "uexHST" |

| Unknown route-map component "uexBHF" |

| Unknown route-map component "uexHST" |

| Unknown route-map component "uexHST" |

| Unknown route-map component "uexHST" |

| Unknown route-map component "uexHST" |

|  |  | Unused straight waterway | Unknown route-map component "STR+l" | Unknown route-map component "CONTfq" |

|  | Unknown route-map component "uexKBHFe" | Station on track |

|  | Unknown route-map component "CONTgq" | One way rightward |

La Como-Appiano Gentile-Mozzate era una linea a binario singolo, a scartamento metrico come il resto della rete urbana ed interurbana. Era armata con rotaie da 21,5 kg/m, eccetto un breve tratto di 2,2 km armato con rotaie Phoenix da 35,2 kg/m.
Il servizio era espletato da treni composti da un'elettromotrice e da una rimorchiata, a cui poteva essere aggiunta una seconda rimorchiata in caso di eccezionale affluenza. La velocità massima ammessa era di 25 km/h fino a Lurate Caccivio, e di 20 km/h da qui al capolinea di Mozzate.

### Percorso

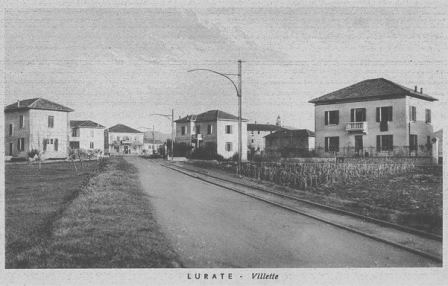
Lurate Caccivio, località villette

La tratta extraurbana aveva una lunghezza di 20,971 km, cui si aggiungevano i 4,498 km percorsi sulla rete urbana (dal capolinea comasco di piazza Cavour alla località di Camerlata). La pendenza massima era del 20‰ e il raggio minimo delle curve di 20 m.
Da qui, lasciato sulla sinistra il binario della tranvia Como-Cantù-Asnago, veniva impegnata dapprima la via Varesina (poi strada statale 342) che veniva fiancheggiata lungo il margine destro servendo Rebbio, Lucino e Maccio, fino alla progressiva chilometrica 7+415 per poi piegare verso sud ovest in sede propria attraversando l'abitato di Lurate Caccivio e servendo altresì la stazione cittadina, posta lungo la ferrovia Varese-Como; questa veniva incrociata per mezzo di un sovrappasso appositamente costruito.
Alla progressiva 7+980 la tranvia raggiungeva nuovamente la viabilità consortile esistente, che veniva seguita lungo il fianco sinistro; percorsa poi per un breve tratto la strada provinciale 24 i tram giungevano ad Appiano Gentile, posta alla progressiva 12+100; lungo la direttrice costituita dalle vie D'Acquisto, Como, Milano, Roma e Giuffanti venivano dunque serviti nell'ordine Veniano Superiore, in corrispondenza del quale il binario si portava sull'altro lato della strada, Veniano Inferiore, Lurago e Limido fino a raggiungere il capolinea, posto di fronte alla stazione di Mozzate, lungo la ferrovia Milano-Laveno.